# Alimamy Pallo Bangura
Alimamy Pallo Bangura är en politiker från Sierra Leone. Han var Sierra Leones representant FN:s generalförsamling 1994-1996 och landets utrikesminister 1997-1998 och energiminister 1999-2001 samt partiledare för Revolutionary Untited Front Party (RUFP) 2002-2007. 
Han är utbildad vid School of Oriental and African Studies i London.

## Ledare för RUFP
Pallo Bangura har främst blivit känd som partiledare för Revulutionary United Front Party (RUFP), som var det politiska parti som den gamla rebellrörelsen Revolutionary United Front (RUF) övergick till att verka som sedan Inbördeskriget i Sierra Leone tagit slut 2002. Pallo Bangura, som inte varit medlem i RUF under inbördeskriget, ville starta om på nytt och tog direkt avstånd från de hemska handlingar RUF hade begått mot Sierra Leones befolkning under inbördeskriget. Han arbetade hårt för att få det nya partiet att framstå som "ett demokratiskt och kristet parti". Under hans ledning engagerade sig RUFP i rehabiliteringshjälpen för de många barnsoldater som varit i tjänst hos RUF och i återuppbyggandet av de många byar och städer som RUF förstört under kriget. Flera av de gamla högt uppsatta ledarna i RUF uteslöts också ur partiet i ett försök att förbättra partiets fasad ytterligare. Men trots dessa ansträngningar lyckades partiet aldrig få något stort stöd. i presidentvalet 2002 ställde Pallo Bangura upp som presidentkandidat för RUFP men fick bara 1,7% av rösterna, i parlamentsvalet samma år fick partiet bara 2,2% av rösterna, vilket inte räckte för några platser i parlamentet. Partiet upplöstes 2007.